# Dox (poeta)
Dox, właśc. Jean Verdi Salomon Razakandraina (ur. 13 stycznia 1913 w Manankavaly, zm. 14 czerwca 1978 w Antananarywie) – malgaski, pisarz, dramaturg i tłumacz. Należał do pokolenia poetów, którzy wywarli duży wpływ na literaturę narodową Madagaskaru, zniszczoną pod wpływem francuskiej administracji kolonialnej.

## Życiorys
Urodził się w 1913 r. w Manankavaly w regionie Imerina na Madagaskarze. Był synem lekarza Samuela Salomona Razakandrainy i Raoliny. Pierwsze tradycyjne wykształcenie otrzymał od dziadków, którzy zapoznali go z Biblią, malgaskimi opowieściami i przysłowiami, ale także muzyką i malarstwem. Uczęszczał do szkoły publicznej w Antsirabe, a następnie do szkoły protestanckiej w Ambohijatovo na północy Ambohimanga.
W 1930 r. wstąpił do École des Beaux-Arts w Antananarywie, gdzie zaczął pisać pierwsze wiersze i rozpoczął przygodę z teatrem. Publikował początkowo pod pseudonimem Sorajavona, a następnie Dox. Pod naciskiem ojca, który chciał aby został lekarzem, w następnym roku rozpoczął naukę w Collège Paul Minault w Antananarywie. Porzucił jednak studia medyczne, aby poświęcić się całkowicie sztuce. Dołączył do innych znanych malgaskich poetów w rozwijaniu ruchu Mitady ny very („poszukiwanie utraconych wartości”), zapoczątkowanego przez Jeana-Josepha Rabearivelo, Charlesa Rajoelisolo i Ny Avana Ramanantoanina. Jego twórczość z tego okresu odzwierciedlała cel ruchu, którym było potwierdzenie wartości tożsamości Madagaskaru, która została zniszczona pod wpływem francuskiej administracji kolonialnej.
W 1941 r. Dox wydał pierwszy zbiór wierszy, Ny Hirako, napisany w języku malgaskim. W 1943 r. podjął pracę jako nauczyciel w Antsirabe, gdzie poznał swoją przyszłą żonę Perle Razanabololona. Jego twórczość literacka rozwijała się głównie w kierunku poezji, którą publikował w stołecznych gazetach: „Ny Mpandinika”, „Ny Tantsinanana”, „Ny Fandrosoam-baovao”, „Ny Kintan’ny maraina”, „Lakolosy volamena”.
Po II wojnie światowej dążenia ludności Madagaskaru do odzyskania niepodległości nasiliły się. W 1947 r. Dox wziął udział w powstaniu zainicjowanym przez Demokratyczny Ruch Odnowy Malgaskiej (MDRM), które zostało brutalnie stłumione przez władze francuskie. Zginęło ok. 100 tys. powstańców, a Dox został postrzelony.
Był współzałożycielem utworzonego w 1952 r. Związku Poetów i Pisarzy Malgaskich (Union des Poètes et Écrivains Malgaches, UPEM). Po śmierci żony w 1954 r. rozpoczął się bolesny okres w życiu poety, porzucił pracę i poświęcił się  pisaniu. Wcześniej stracił dwoje dzieci i ojca. W 1955 r. otworzył drukarnię Mazava, wiele energii poświęcił wspierając młodych twórców ze swojego kraju, razem z Randzą Zanamihoatrą założył też stowarzyszenie Tsiri.
Brał także czynny udział w protestach studenckich w 1972 r., które doprowadziły do upadku administracji Tsiranany. Był prezydentem Zjednoczonego Komitetu Artystów Malgaskich (Komitin’ny Artista Malagasy Mitambatra, K.A.MA.MI.) i wiceprezesem Akademii Andrianampoinimerina. W 1975 r. został członkiem Akademii Madagaskaru (Académie Malgache).
Dox jest jednym z najsłynniejszych poetów malgaskich. Opublikował kilkanaście książek, napisał także niepublikowane sztuki sceniczne: Ny Ombalahibemaso, Savika ombalahy, Estera, a także przetłumaczył na język malgaski m.in. poezję Horacego, tragedię Jeana Racine’a Andromacha, dramat Pierre’a Corneille’a Cyd. Pisał głównie w języku malgaskim, jednak krótko przed śmiercią wydał tom poezji w języku francuskim. Zmarł w 1978 r.
1 lipca 1979 r. został wyemitowany znaczek pocztowy z wizerunkiem Jeana Verdiego Salomona Razakandrainy o wartości nominalnej 25 franków (5 ariary).

## Dzieła
- 1940: Ny Hirako
- 1946: Izy mirahavavy
- 1948: Hira va
- 1949: Solemita
- 1955: Rakimalala
- 1956: larivo
- 1956: Voninkazon'ny Tanteraka
- 1957: Ny Fitiavany
- 1958: Apokalipsy, Izy mirahalahy
- 1958: Fahatsiarovan-tena
- 1958: Amina Batsola
- 1958: Mavo handray fanjakana
- 1960: Telomiova